# Walter Girardi
Walter Girardi (* 16. April 1976 in Schio) ist ein ehemaliger italienischer Skirennläufer. Der zweifache Italienische Meister wurde 1995 Juniorenvizeweltmeister in der Kombination und feierte vier Siege im Europacup. Von 1997 bis 2001 sowie von 2004 bis 2009 startete er auch im Skiweltcup.

## Biografie
Erste internationale Erfahrungen sammelte Girardi bei den Juniorenweltmeisterschaften 1994 in Lake Placid, ein Jahr später konnte er bei den Juniorenweltmeisterschaften 1995 in Voss den zweiten Platz in der Kombinationswertung erreichen. Ohne größere Erfolge im Europacup ging er im Januar 1997 erstmals im Weltcup an den Start. In den ersten Weltcupjahren nahm er ausschließlich an Riesenslalom- und einigen Slalomrennen teil. Die ersten Weltcuppunkte erreichte der Italiener am 27. Februar 1999 mit Rang 17 im Riesenslalom von Ofterschwang, wenige Tage später feierte er seinen ersten Sieg im Europacup. Am 9. Januar 2001 konnte er im Riesenslalom von Adelboden mit Rang 19 zum zweiten Mal Weltcuppunkte holen. In mehr als vier Jahren waren dies aber seine einzigen beiden Ergebnisse und so wurde er Ende 2001 aufgrund mangelnden Erfolges aus dem Nationalkader ausgeschlossen und konnte nicht mehr im Weltcup starten.
In den folgenden Jahren spezialisierte sich Girardi zunehmend auf die schnellen Disziplinen Abfahrt und Super-G. In der Europacupsaison 2004/05 konnte er zwei Siege im Super-G feiern und weitere dreimal auf das Podest fahren, gewann die Super-G-Wertung und wurde Dritter im Gesamtklassement. Ab Dezember 2004 nahm er auch wieder an Weltcuprennen teil und startete nun ausschließlich in den Speedbewerben. Er konnte sich nun öfters in den Punkterängen platzieren und auch mehrere Ergebnisse unter den besten 20 erreichen. Seine besten Resultate sind der 13. Platz im Super-G von Hinterstoder am 20. Dezember 2006 und der 15. Platz im Super-G von Gröden am 14. Dezember 2007.
Im Juni 2009 gab Girardi seinen Rücktritt bekannt.

## Erfolge

### Weltcup
- 7 Platzierungen unter den besten 20

### Europacup
Disziplinenwertungen:
- Saison 2004/05: 3. Gesamtwertung, 1. Super-G
- Saison 2006/07: 4. Abfahrt, 4. Super-G

Insgesamt 13 Podestplätze, davon 4 Siege:
| Datum            | Ort                  | Land       | Disziplin    |
| ---------------- | -------------------- | ---------- | ------------ |
| 3. März 1999     | Gällivare            | Schweden   | Riesenslalom |
| 3. Februar 2005  | Megève               | Frankreich | Super-G      |
| 15. Februar 2005 | Sella Nevea          | Italien    | Super-G      |
| 16. Februar 2006 | Saalbach-Hinterglemm | Österreich | Abfahrt      |

### Juniorenweltmeisterschaften
- Lake Placid 1994: 12. Abfahrt, 29. Riesenslalom
- Voss 1995: 2. Kombination, 8. Riesenslalom, 9. Slalom, 12. Abfahrt

### Weitere Erfolge
- Zweifacher italienischer Meister in der Abfahrt (2006 und 2007)
- 29 Siege in FIS-Rennen (22× Riesenslalom, 3× Slalom, 2× Abfahrt, 2× Super-G)